# Dignitas (давньоримська концепція)
Dignitas — це латинське слово, що відноситься до унікальної, нематеріальної та культурно-суб'єктивної соціальної концепції в давньоримській думці. Термін не має чіткого перекладу на англійську мову / українську мову. Деякі тлумачення терміна стосуються таких понять як «гідність» (англ. dignity), що є похідним від «dignitas», і «престиж» або «харизма».
Дигнітас — це вплив, якого громадянин чоловічої статі у Стародавньому Римі набував протягом свого життя. Він включав особисту репутацію, моральну позицію та етичну цінність, а також право чоловіка на повагу та належне поводження завдяки репутації та статусу (положення) своєї сім'ї.
Оксфордський словник латинської мови визначає термін як придатність, здатність, гідність, візуальне враження або відмінність, гідність стилю і жесту, звання, статус, положення, стан, повагу, важливість і честь.

## Походження
До авторів, які широко використовували  термін dignitas у своїх творах та ораторіях, відносяться Цицерон, Юлій Цезарь, Тацита та Лівій. Найбільш плодовитим користувачем цього поняття був Цицерон, який спочатку пов'язував його з вже усталеним терміном auctoritas (авторитет). Ці два поняття  були тісно пов’язані, а останнє визначалося як вираз dignitas людини.

## Значення для особистості
Культивування dignitas у Стародавньому Римі мало надзвичайне значення для особи. Чоловіки всіх класів, особливо дворяни, що належали до консульських сімей, були надзвичайно обережними  та ревносно  ставилися до цього надбання. Це відбувалося через те, що кожен чоловік, який отримав можливість обіймати більш високу політичну посаду у часи Римської республіки, вважався dignitas, що означало набагато більше, ніж просто гідність. Dignitas стосувалося  "доброго імені" людини (його минулої та теперішньої репутації, досягнень, статусу та честі). Значення цієї якості особи в межах ієрархічних класів римського суспільства було настільки високим, що  багато історичних постатей йщли навіть на  вбивства і вчиняли  самогубство (наприклад, Марк Антоній) або відправлялися у заслання, щоб зберегти своє dignitas.

## Вплив на конфлікти
Особиста значущість (dignitas) окремих осіб зумовила кілька конфліктів в Стародавньому Римі. Флорус стверджував, що впертість Катона Молодшого змусила Помпея Магнуса звести обороні споруди, щоб посилити своє dignitas. Цицерон писав, що Цезар так високо цінував свій статус, що не бажав, щоб бодай хтось був йому рівним у його dignitas. Аул Гіртій писав, що Марк Клавдій Марцелл, який був одним із підбурювачів відкликання Цезаря з Галії, намагався побудувати всю свою репутацію на своєму успіху у справі спрямування почуттів людей проти Цезаря. Наскільки вживаним був цей термін у своєму точному значенні у ті часи невідомо; однак концепція dignitas, безумовно, була впливовою і такою, за яку варто було боротися.

## Зміна визначення
Протягом усієї давньоримської історії, dignitas ніколи не сприймався у всіх  вищезгаданих значеннях одночасно. Термін набував різного сенсу з плином часу, пристосовуючись до поступово мінливих точок зору суспільства, політиків і різних авторів.
Через роки після смерті Цезаря його спадкоємець Август відкинув сучасне значення dignitas. Август знайшов відповідний термін auctoritas в якості  зручної альтернативу.
У 46 р. до н. е.  Цицерон указував на неоднозначний характер поняття dignitas. Він писав: "Що стосується мене, то якщо dignitas полягає у тому, щоб триматися чесних думок про державні справи і знаходити у чесних мужів схвалення своєї думки, я досягаю своєї dignitas; але якщо dignitas в тому, щоб те, що думаєш, ти міг або здійснити, або, нарешті, захистити вільною промовою, то ne vestigium quidem ullum est reliquum nobis dignitatis [не залишається навіть будь-якого слід у гідності].

## Поєднання dignitas та otium
У поєднанні з терміном отіум (otium) слово dignitas набуло іншого значення. Цицерон не вважав себе гідним мати dignitas наодинці, оскільки вважав, що — повернувшись спиною до Римської публіки, — він нехтував би обов'язком того, чиє життя зазвичай ілюструє цю концепцію. Потім він змінив визначення, щоб позначити ним "пожиттєвий вплив" для того, щоб краще описати свій унікальний статус. На той час політичне життя Цицерона закінчилося, і він назвав свій минулий політичний вплив своїм dignitas, а теперішнє становище otium.

## Дивись також
- Auctoritas
- Otium – вільний час, коли людина може насолоджуватися їжею, грою, відпочинком, спогляданням та науковими пошуками.
- Піета - давньоримська богиня
- Гравітас – давньоримська чеснота
- Mos maiorum – звичаї і традиції Стародавнього Риму
- Historiography of the fall of the Western Roman Empire – History of the discussion of the fall of the Roman Empire